# Вернонбург (Џорџија)
Вернонбург (Џорџија) (енгл. Vernonburg) град је у америчкој савезној држави Џорџија. По попису становништва из 2010. у њему је живело 122 становника.

## Демографија
Према попису становништва из 2010. у граду је живело 122 становника, што је 16 (11,6%) становника мање него 2000. године.
| Група             | 2000.       | 2010.       |
| Белци             | 134 (97,1%) | 120 (98,4%) |
| Афроамериканци    | 0 (0,0%)    | 0 (0,0%)    |
| Азијати           | 0 (0,0%)    | 2 (1,6%)    |
| Хиспаноамериканци | 0 (0,0%)    | 0 (0,0%)    |
| Укупно            | 138         | 122         |